# Fêtes mariales

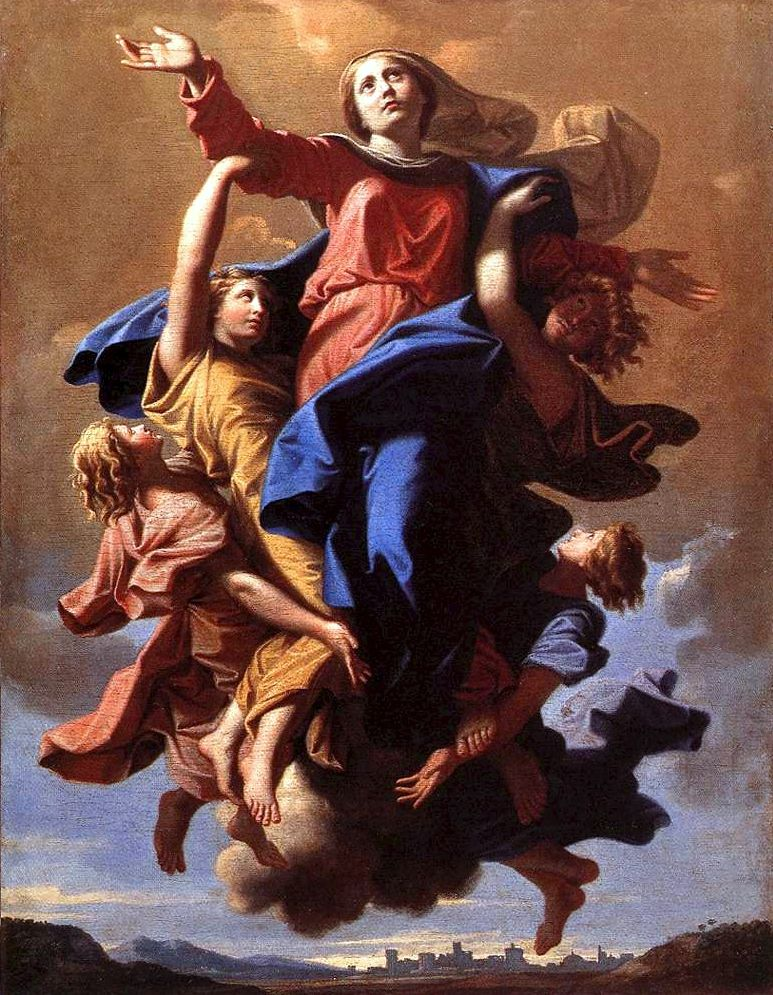
L'assomption de la Vierge, Nicolas Poussin, 1650.

Les fêtes mariales sont les jours du calendrier liturgique consacrés à la Vierge Marie. Certaines sont spécifiques à la liturgie catholique, d'autres à la liturgie orthodoxe, d'autres encore sont communes aux deux liturgies.

## Dans l'Église catholique
Dans le calendrier liturgique romain, les fêtes mariales, comme les autres fêtes liturgiques, ont le statut de solennité, de fête ou de mémoire obligatoire ou facultative selon leur degré d'importance liturgique.

### Solennités
- 1er janvier : Solennité de Sainte Marie Mère de Dieu (anciennement le 11 octobre),
- 25 mars : Solennité de l'Annonciation à Marie,
- 15 août : Solennité de l'Assomption de Marie,
- 8 décembre : Solennité de l'Immaculée Conception (fêtée le lundi si le 8 décembre est un dimanche).

### Fêtes
- 31 mai : Fête de la Visitation de la Vierge Marie (anciennement le 2 juillet),
- 8 septembre : Fête de la Nativité de Marie.

### Mémoires obligatoires
- Lundi après la Pentecôte : Mémoire de “la bienheureuse Vierge Marie, Mère de l’Eglise” (instaurée en 2018)[1],[2],
- 3e samedi après la Pentecôte : Mémoire du Cœur immaculé de Marie (anciennement le 22 août ; instaurée en 1944, déplacée en 1969),
- 22 août : Mémoire de la Vierge Marie, Reine du ciel[3] (anciennement le 31 mai ; instaurée en 1954, déplacée en 1969),
- 15 septembre : Mémoire de Notre-Dame des Douleurs,
- 7 octobre : Mémoire de Notre-Dame du Rosaire,
- 21 novembre : Mémoire de la Présentation de Marie au Temple.

### Mémoires facultatives
- 11 février : Mémoire facultative de Notre-Dame de Lourdes,
- 13 mai : Mémoire facultative de Notre-Dame de Fátima,
- 16 juillet : Mémoire facultative de Notre-Dame du Mont-Carmel,
- 5 août : Mémoire facultative de la dédicace de la basilique Sainte-Marie-Majeure à Rome,
- 12 septembre : Mémoire facultative du Saint Nom de Marie,
- 10 décembre: Mémoire facultative de Notre-Dame de Lorette (instaurée en 2019)[4],
- 12 décembre : Mémoire facultative de Notre-Dame de Guadalupe,

### Fêtes particulières
En plus des fêtes du calendrier général, certaines fêtes dites particulières sont célébrées uniquement dans une zone géographique ou une famille religieuse. Exemples de fêtes mariales particulières :
- 16 janvier : Sainte Marie Refuge des Pécheurs (diocèse de Paris),
- 17 janvier : Notre-Dame de Pontmain (diocèse de Laval),
- 21 janvier : Notre-Dame de la Altagracia (République dominicaine),
- 18 mars : Notre-Dame de la Miséricorde (Corse),
- 26 avril : Notre-Dame du Bon Conseil (sœurs de Notre-Dame du Bon-Conseil),
- 2 mai : Marie Consolatrice des Affligés (Luxembourg),
- 24 mai : Marie Auxiliatrice ou Marie Secours des Chrétiens,
- 27 juin : Notre-Dame du Perpétuel Secours (Haïti),
- 7 juillet : Notre-Dame de la Divine Grâce (mémoire obligatoire dans l'ordre du Carmel),
- 2 août : Notre-Dame des Anges (ordre des Frères mineurs),
- 31 août : Marie, Médiatrice de toute grâce (Belgique),
- 19 septembre : Notre-Dame de La Salette (France),
- 24 septembre : Virgen de las Mercedes (République dominicaine, Espagne),
- 24 septembre : Notre-Dame de Walsingham (ordinariat personnel Notre-Dame-de-Walsingham et ordinariat personnel Chaire-de-Saint-Pierre),
- 12 octobre : Notre-Dame d'Aparecida (Brésil),
- 12 octobre : Notre-Dame du Pilier (Espagne),
- dernier dimanche d'octobre : Notre-Dame de Palestine (patriarcat latin de Jérusalem et ordre canonial régulier du Saint-Sépulcre),
- 27 novembre : Notre-Dame de la Médaille miraculeuse (diocèse de Paris).

### Mois et jour de la semaine
Traditionnellement certains jours de la semaine ou mois de l'année sont dits « consacrés à Marie » :
- Le samedi est dédié à la Vierge[3],
- Le mois de mai est consacré à Marie[5],
- Le mois d'octobre est le mois du Rosaire[5].

Le Temps de l'Avent et Noël sont des moments propices à la dévotion mariale.

## Dans l'Église orthodoxe

### Grandes fêtes mariales
Parmi les douze grandes fêtes du calendrier liturgique orthodoxe figurent quatre fêtes mariales :
- 25 mars : Annonciation à la Mère de Dieu,
- 15 août : Dormition de la mère de Dieu,
- 8 septembre : Nativité de la Mère de Dieu,
- 21 novembre : Présentation de la Mère de Dieu au Temple.

### Autres fêtes mariales
- dernier samedi de carême : Samedi de l'Acathiste,
- 3e dimanche après Pâques : Dimanche des Myrophores,
- 2 juillet : Déposition de la robe de la Vierge,
- du 1er au 14 août : Jeûne de la Mère de Dieu (jours précédant la Dormition),
- 31 août : Déposition de la ceinture de la Vierge à Chalcopétria,
- 1er octobre : Protection de la Mère de Dieu,
- 9 décembre : Conception de la Mère de Dieu,
- 26 décembre : Synaxe de la Mère de Dieu.